# Reneszánsz gitár
A reneszánsz gitár a barokk gitár közvetlen elődje, négy kórusos, tehát négy húrpárral felszerelt pengetős hangszer. A mai gitár legkorábbi viszonylag szabványosodott változata.
A középkori szövegekben előforduló guitarra, chitarra, guiterne, gittern hangszerneveket elhamarkodott dolog a gitár elődeinek megfeleltetni: ezek rendszerint egy kisméretű lantszerű hangszert, a guiterne-t jelölték. Nagyjából 1500 körül jelent csak meg az a hangszer, amely egyértelműen a mai gitár ősének tekinthető. Ennek sajátosságai: a hangszertető síkjában futó, legtöbbször 9 vagy 10 bunddal ellátott nyak; a fából készült, dobozszerű felépítésű hangszertest a jellemző karcsú formára hajlított kávával, lapos vagy enyhén ívelt háttal; az ezt befedő rezonánstető, melyre alacsony húrláb van ragasztva; a középen elhelyezett hanglyuk a gazdagon díszített rozettával és a négy pár bélhúr, amely a húrlábtól a lapos vagy sarló alakú hangolófejhez fut.
A korai gitárok húrjai – a lanthoz hasonlóan – duplázva voltak, az azonos hangolású, együtt megszólaltatott húrok egy-egy kórust alkottak. Mivel a vastag bélhúrnak elég tompa hangja van, a legalsó kórusban az alaphangot gyakran egy oktávval magasabb húrral duplázták, a legmagasabbra hangolt kórus, a chanterelle, cantarella viszont, hogy tisztán hangolható legyen, néha csak egyetlen húrból állt. A négykórusos reneszánsz gitár húrjainak száma így sokszor csak hét volt. 
A spanyol Alonso Mudarra 1546-os vihuela-tabulatúrái, az itáliai Melchiore de Barberiis 1549-ben kiadott lant-tabulatúrái között már találhatók négy kórusos gitárra írt zeneművek. Miguel de Fuenllana 1554-es vihuela-tabulatúrái néhány „para guitarra”, azaz gitárra írott darabot is magukban foglalnak. A Franciaországban 1551 és 1555 között Adrien Le Roy és Robert Ballard által megjelentetett öt gitár-tabulatúra szintén négykórusos gitárra íródott. 
A fennmaradt hangszerpéldányok tanúsága szerint ilyen gitárokat – legalábbis Franciaországban – az ötkórusos gitár megjelenése után is, egészen a 17. század közepéig használtak.